# Klubina
Klubina est un village de Slovaquie situé dans la région de Žilina.

## Histoire
Première mention écrite du village en 1662.

## Démographie

### Évolution de la population
| Année:               | 1994. | 2004.   | 2014.   | 2024.   |
| -------------------- | ----- | ------- | ------- | ------- |
| Nombre de personnes: | 522   | 516     | 544     | 555     |
| Différence:          |       | -1,14 % | +5,42 % | +2,02 % |

| Année:               | 2023. | 2024.   |
| -------------------- | ----- | ------- |
| Nombre de personnes: | 544   | 555     |
| Différence:          |       | +2,02 % |